# Sdělení
Sdělení je obecně oznámení (cizím výrazem také notifikace), předání či rozšíření nějaké zprávy či informace. Za sdělení je ale možné chápat i tuto zprávu nebo informaci samotnou. Adresátem sdělení může být jak konkrétní člověk, tak neurčitý okruh osob. Ke sdělení může dojít osobně nebo prostřednictvím sdělovacích prostředků (médií).
V sociologii veškeré chování má význam sdělení. Člověk, který je v kontaktu s druhými lidmi, neustále komunikuje.
Komunikaci (výměnu sdělení) ve společnosti, anebo mezi člověkem a strojem, označujeme také slovem interakce či interaktivita. K základním formám sociální interakce pak patří například kooperace nebo konflikt.

## Sdělení z hlediska jazykovědy
V Jungmannově slovníku českého jazyka se nachází sdílení místo se „s“ s písmenem „z“. Nová forma slova přichází bez jasných důkazů. Význam slova sdělení lze nalézt v mnoha podobách českého jazyka. Sdělit znamenalo dříve to samé, jako slovo podělit. Až později sdělení dostalo kromě materiálního i duchovní rozměr. Při sdělení se sděluje, tedy říká se něco blízkého a známého. Sdělení je akt projevení jasného názoru i zcela neobjasněných informací.

## Sdělení podle správního řádu
V části čtvrté správního řádu se slovo sdělení objevuje s pojmy vyjádření a osvědčení. Část čtvrtá správního řádu upravuje obecná pravidla provádění, vč. případné nápravy tzv. jiných úkonů správních orgánů. Jde o velkou a vnitřně značně nesourodou skupinu různě pojmenovaných úkonů správních orgánů, pro které lze těžko najít obecnou charakteristiku.  Tyto úkony nemají povahu rozhodnutí. Přesto jde o úkony, které se více či méně dotýkají práv a povinností dotčených osob a v závislosti na jejich úpravě v jednotlivých zákonech mají pro tyto osoby různě intenzivní právní účinky. Provádění tzv. jiných správních úkonů není (a nemusí být) tak formalizované jako vydání rozhodnutí.
V § 154 je sdělení bráno jako nejrůznější informační úkony správních orgánů. Typem takového sdělení správního orgánu obecně upraveným přímo ve správním řádu je předběžná informace podle § 139. Povahu sdělení ve smyslu čtvrté části mají i sdělení (vyrozumění) správního orgánu podle § 42 nebo podle § 78 odst. 1 správního řádu. Sdělením je rovněž vyrozumění o tom, jak byla vyřízena stížnost podle § 175 správního řádu. Poskytování informací o činnosti orgánu veřejné správy, tj. vlastně provádění informačních úkonů, je obecně upraveno především v zákoně 106/1999 sb., o svobodném přístupu k informacím.

### § 154
„Jestliže správní orgán vydává vyjádření, osvědčení, provádí ověření nebo činí sdělení, která se týkají dotčených osob, postupuje podle ustanovení této části, podle ustanovení části první, obdobně podle těchto ustanovení části druhé: § 10 až § 16, § 19 až § 26, § 29 až § 31, § 33 až § 35, § 37, § 40, § 62, § 63, a obdobně podle těchto ustanovení části třetí: § 134, § 137 a § 142 odst. 1 a 2; přiměřeně použije i další ustanovení tohoto zákona, pokud jsou přitom potřebná.“
V tomto ustanovení jsou vypočtena ustanovení častí druhé a třetí správního řádu, podle kterých správní orgány postupují obdobně v případech, kdy provádějí  správní úkony, na které se vztahuje část čtvrtá. Smyslem § 154 je upravit základní obecní procesní režim pro provádění takových úkonů. V § 154 se výslovně neodkazuje na zvláštní ustanovení o příslušnosti, resp. zvláštní ustanovení o správních orgánech obsažená v hlavě I části třetí správního řádu.

### § 155
- „Jestliže to nevylučuje povaha vyjádření, osvědčení nebo sdělení, zejména není-li zapotřebí zkoumat skutkový stav nebo čerpat z evidence vedené určitým správním orgánem, může je vydat nebo učinit kterýkoli věcně příslušný správní orgán.“
- „Je-li správní orgán požádán o vydání osvědčení nebo ověření a jsou-li splněny předpoklady k provedení požadovaného úkonu, správní orgán tento úkon bez dalšího provede.“
- „Pokud správní orgán shledá, že nelze vydat vyjádření nebo osvědčení, provést ověření nebo učinit sdělení, je povinen o tom na požádání písemně uvědomit dotčenou osobu a sdělit důvody, které k tomuto závěru vedly.“

Toto ustanovení představuje určitou výjimku z § 11, který upravuje podmínky určování místní příslušnosti správních orgánů a který se na základě odkazu v § 154 obdobně použije i v případě postupů správních orgánů prováděných podle části čtvrté. Příslušnost správních orgánů k vydání sdělení se s ohledem na pravidlo, že se ustanovení o příslušnosti správních orgánů z části druhé správního řádů užije u těchto tzv. jiných správních úkonů obdobně, řídí režimem pro určení věcné a místní příslušnosti tak, je tento režim správním řádem předepsán pro správní řízení. Provedení aktu sdělení, přichází v úvahu někdy na žádost, jindy z moci úřední. Pro vydávání sdělení, se mj. obdobně použije ustanovení § 15 správního řádu o vedení řízení. Při rozhodování nesmí chybět odůvodnění.

### § 156
- „Jestliže vyjádření, osvědčení nebo sdělení správního orgánu trpí vadami, které lze opravit, aniž tím bude způsobena újma některé z dotčených osob, správní orgán je opraví usnesením, které se pouze poznamená do spisu.“
- „Vyjádření, osvědčení nebo sdělení správního orgánu, které je v rozporu s právními předpisy a které nelze opravit podle odstavce 1, zruší usnesením správní orgán, který je vydal nebo učinil, a to s účinky ode dne, kdy bylo zrušované vyjádření nebo osvědčení vydáno anebo sdělení učiněno, nestanoví-li zákon jiný postup; takové usnesení lze vydat po dobu, po kterou trvají účinky vyjádření, osvědčení nebo sdělení. Na tento postup se přiměřeně použijí ustanovení hlavy IX části druhé o přezkumném řízení.“

Přesto, že u těchto tzv. jiných správních úkonů nepřichází v úvahu ochrana subjektivních práv jako v případě rozhodnutí vydávaných ve správním řízení, právní úprava počítá jednak s možností oprav vad v písemném vyhotovení daných úkonů či aktů a dále ještě s modifikovaným režimem přezkumného řízení. Pro případ rozporu těchto tzv. jiných správních úkonu úkonů s právními předpisy, po tom, jak již bylo zmíněno, platná právní úprava nepřipouští opravné prostředky tj. odvolání, ani rozklad, ani obnovu řízení a jedinou formou postupu může být přezkumné řízení.

### § 157
„Nebude-li tím způsobena újma žádné z dotčených osob, může správní orgán usnesením prohlásit, že vyjádření, osvědčení nebo sdělení anebo nicotné rozhodnutí, které má náležitosti jiného úkonu, je tím úkonem, jehož náležitosti splňuje, pokud byl příslušný oba předmětné úkony vydat nebo uskutečnit.“  
Ke zvláštnostem úpravy procedury uskutečňování sdělení, také patří, že se počítá tzv. konverze. Okruh úkonů, na které možnost této konverze dopadá, je přitom rozšiřována na rámec úkonů podle části čtvrté správního řádu, a to jmenovitě na tzv. nicotná rozhodnutí. Takováto konverze je možná podle povahy konvertovaného úkonu či aktu, jak na příp. žádost, tak také z moci úřední. Je také otázkou, nakolik je tato možnost pro praxi reálná a nakolik bude v praxi využívána, když se nepochybně čistější jeví v případě potřeby uskutečnit či vydat adekvátní nový správní úkon přímo a správní úkon původní ponechat, pokud nebyl uskutečněn v rozporu se s právními předpisy.